# Base Aérea Luis F. Pinto
Base Aérea Luis F. Pinto är en flygbas i Colombia.   Den ligger i departementet Cundinamarca, i den centrala delen av landet, 80 km sydväst om huvudstaden Bogotá. Base Aérea Luis F. Pinto ligger 446 meter över havet.
Terrängen runt Base Aérea Luis F. Pinto är varierad. Runt Base Aérea Luis F. Pinto är det ganska tätbefolkat, med 60 invånare per kvadratkilometer. Närmaste större samhälle är Girardot City, 19,7 km väster om Base Aérea Luis F. Pinto. I omgivningarna runt Base Aérea Luis F. Pinto växer i huvudsak städsegrön lövskog.